# SmartDrive
SmartDrive é um programa para gerenciar cache de disco que aumentava as taxas de transferência lendo blocos de dados maiores do disco e armazenando em memória RAM. Este software estava incluso no MS-DOS a partir da versão 4.01 e do Windows 3.0.
As primeiras versões do SmartDrive eram carregadas por um dispositivo no CONFIG.SYS chamado SMARTDRV.SYS. As versões mais recentes são carregadas por um arquivo executável chamado SMARTDRV.EXE chamado pelo AUTOEXEC.BAT. A Microsoft recomenda que o SmartDrive esteja ativo quando o Windows 2000 ou XP estejam sendo instalados a partir do MS-DOS.